# Mariano Sambucetti
Pas d'image ? Cliquez ici

a Compétitions nationales et continentales officielles uniquement.

b Matchs officiels uniquement.
Dernière mise à jour le 26 janvier 2024.
Mariano Sambucetti, né le 23 octobre 1979 à Buenos Aires (Argentine), est un joueur international argentin de rugby à XV évoluant au poste de deuxième ligne.

## Carrière

### En club
Mariano Sambucetti rejoint Bristol Rugby en 2005, après un début de carrière au Buenos Aires CRC et un bref passage au CA Brive. Il met un terme à sa carrière en 2014.

### En équipe nationale
Mariano Sambucetti fait ses débuts en équipe d'Argentine le 19 mai 2001 contre l'équipe d'Uruguay.
- 11 sélections
- 15 points (3 essais)
- Nombre de sélections par année : 3 en 2001, 2 en 2002, 3 en 2003, 2 en 2005, 1 en 2009